# Emil Weyerbusch

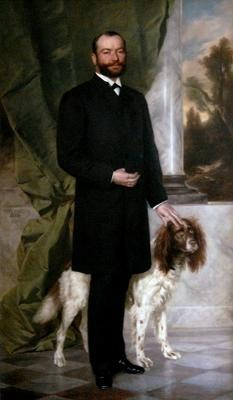
Emil Weyerbusch, Gemälde von Fritz Roeber

Emil Hermann Weyerbusch (* 12. November 1846 in Elberfeld, heute zu Wuppertal; † 9. Januar 1909 in Gardone Riviera) war ein deutscher Kaufmann, Unternehmer, Mäzen und Politiker. Er war Mitglied des preußischen Abgeordnetenhauses.

## Leben
Weyerbusch war ein Sohn des Elberfelder Kaufmanns Carl Abraham Weyerbusch (1815–1880) und dessen Ehefrau Maria Elenore Weyerbusch geb. Schmidt (1813–1850). Er erlernte in Paris und London den Beruf des Kaufmanns. Im Jahr 1869 trat er in den väterlichen Betrieb ein, der auf die Herstellung von Knöpfen spezialisiert war.
Am 18. Juli 1870 heiratete Weyerbusch Mathilde Freiin von der Heydt (1850–1889), eine Tochter des Bankiers August Freiherr von der Heydt (1825–1867); die Ehe blieb kinderlos. Nach dem Deutsch-Französischen Krieg 1870/71 prosperierten Weyerbuschs Geschäfte; er beschäftigte nun etwa 600 Arbeiter in seiner Fabrik. Während einer Geschäftsreise starb seine Ehefrau 1889 in Bombay, Indien. Am 11. März 1891 heiratete Weyerbusch in zweiter Ehe Emilie Juliane von der Heydt geb. Frowein (1860–1933), die junge Witwe des Leutnants Paul von der Heydt.
Weyerbusch war Elberfelder Stadtrat und vertrat seine Heimatstadt im preußischen Abgeordnetenhaus. Er widmete sich auch karitativen Projekten: Über ein Jahrzehnt war er Präses der Diakonie in Elberfeld und Mitglied im Presbyterium der Reformierten Gemeinde Elberfeld. Er war Rittmeister der Reserve des (Hannoverschen) Husaren-Regiments Nr. 15. Daneben galt er als leidenschaftlicher Sammler chinesischen Porzellans. Seine Sammlung vermachte er später der Stadt Elberfeld. Auf dem Gipfel des Nützenbergs ließ er 1898 einen Aussichtsturm errichten, der seinen Namen trägt.
Im Jahr 1902 ließ Weyerbusch in Birnbach im Westerwald, dem Dorf seiner Ahnen, eine Villa errichten, in der er mit seiner zweiten Ehefrau die Wochenenden verlebte. Nach seinem Tod kam das Haus als Vermächtnis an die Stadt Elberfeld, die es ein Jahrzehnt lang als Erholungshaus für Lehrer und Beamte nutzte, bis es 1920 an einen Bonner Unternehmer verkauft wurde. Auch hier zeigte sich Weyerbusch als großzügiger Spender; mit seiner finanziellen Unterstützung baute die evangelische Gemeinde Birnbach ein Gemeindehaus und ließ die alte, teils verfallene romanische Basilika des Orts instand setzen.
Weyerbuschs letzte Lebensjahre waren geprägt von Krankheit und Leiden. Er starb 1909 während eines Kuraufenthalts am Gardasee.